# Seleção São-Cristovense de Handebol Masculino
A Seleção São-Cristovense de Handebol Masculino representa São Cristóvão e Névis nas competições internacionais de handebol organizadas pela Confederação da América do Norte e do Caribe de Handebol (NACHC), pela Federação Internacional de Handebol (IHF) e pelo Comitê Olímpico Internacional (COI), e é governada pela Handball Federation of St Kitts and Nevis.

## História
A Handball Federation of St Kitts and Nevis é membro da IHF desde 2009 e da NACHC desde 2019. A equipe nacional ainda está em formação e participou de seu primeiro torneio internacional em 2019, quando competiu no Campeonato de Nações Emergentes da América do Norte e do Caribe da IHF  e terminou em 11º (décimo primeiro) lugar entre doze equipes. Nesse torneio para países em desenvolvimento de handebol na América do Norte e no Caribe, organizado pela IHF, eles perderam na fase preliminar para a República Dominicana (8-55) e Haiti (32-36). Na decisão do 9º ao 12º colocados, perderam para Dominica (28-31) e Trinidad e Tobago (25-33) e venceram Barbados (38-26).

## Competições

### Campeonato de Nações Emergentes da América do Norte e do Caribe da IHF
| Ano   | Fase                           | Posição | JG | V | E | D | GF  | GS  | DF  |
| ----- | ------------------------------ | ------- | -- | - | - | - | --- | --- | --- |
| 2019  | Decisão do 9º ao 12º colocados | 11º     | 5  | 1 | 0 | 4 | 131 | 181 | -50 |
| Total | 1/1                            | -       | 5  | 1 | 0 | 4 | 131 | 181 | -50 |